# Abierto Internacional Ciudad de Cancun 2008
L'Abierto Internacional Ciudad de Cancun 2008 è stato un torneo di tennis facente parte della categoria ATP Challenger Series nell'ambito dell'ATP Challenger Series 2008. Il torneo si è giocato a Cancún in Messico dal 24 al 30 novembre 2008 su campi in terra verde e aveva un montepremi di $35 000+H.

## Vincitori

### Singolare
Grega Žemlja ha battuto in finale  Martín Alund con il punteggio di 6–2, 6–1

### Doppio
Łukasz Kubot /  Oliver Marach hanno battuto in finale  Lee Hsin-han /  Yang Tsung-hua con il punteggio di 6–1, 6–2